# Liste des distinctions de Buffy contre les vampires

Cet article liste les récompenses et les nominations de la série télévisée Buffy contre les vampires.

## Récompenses

### Emmy Award
- 1998 : Maquillage : Robin Beauchesne, Michael Blake, Alan Friedman, Dayne Johnson, Margie Latinopoulos, John Maldonado, Todd A. McIntosh, Brigette Myre-Ellis, Gerald Quist, Craig Reardon, Mark Shostrom, John Vulich, John Wheaton[2]
- 1998 : Musique originale : Christophe Beck
- 2008 : Moment le plus mémorable dans une série dramatique : la mort de Buffy dans l'Apocalypse

### Saturn Award
- 1998 : Meilleure série télévisée[3]
- 1999 : Meilleure actrice de série télévisée : Sarah Michelle Gellar pour Buffy Summers
- 2001 : Meilleure série télévisée
- 2001 : Meilleur second rôle masculin dans une série télévisée : James Marsters pour Spike
- 2002 : Meilleure série télévisée
- 2002 : Cinescape Male Face of the Future Award : James Marsters
- 2003 : Cinescape Female Face of the Future Award : Emma Caulfield pour Anya Jenkins
- 2003 : Meilleur second rôle féminin dans une série télévisée : Alyson Hannigan pour Willow Rosenberg
- 2004 : Meilleur second rôle masculin dans une série télévisée : James Marsters

### Satellite Awards
- 2002 : Satellite Award de la meilleure distribution

### Prix Hugo
- 2002 : Meilleur court-métrage : Connivences

### Television Critics Association Awards
- 2003 : Heritage Award

### SFX Awards
- 2002 : Meilleure performance comique : James Marsters
- 2002 : Meilleur acteur de télévision : James Marsters
- 2002 : Meilleure actrice de télévision : Sarah Michelle Gellar
- 2003 : Meilleure série télévisée de science-fiction / fantastique
- 2003 : Meilleur épisode de série télévisée de science-fiction / fantastique pour Que le spectacle commence
- 2003 : Meilleur acteur de science-fiction / fantastique : James Marsters
- 2003 : Meilleure actrice de science-fiction / fantastique : Alyson Hannigan
- 2004 : Meilleure série télévisée
- 2004 : Meilleur acteur de série télévisée : James Marsters
- 2004 : Meilleure actrice de série télévisée : Sarah Michelle Gellar

### Cinema Audio Society Awards
- 1998 : Kevin Burns, Todd Orr, Ron Evans et David Barr-Yaffe pour Amours contrariés[4]

### VES Awards
- 2004 : Meilleurs effets spéciaux pour une série télévisée (pour l'épisode La Fin des temps, partie 2)

### Young Artist Awards
- 2001 : Meilleure jeune actrice dans un second rôle dans une série dramatique pour Michelle Trachtenberg

## Nominations

### Golden Globes
- 2001 : Meilleure actrice de série télévisée : Sarah Michelle Gellar

### Emmy Award
- 1997 : Maquillage : John Maldonado, Todd A. McIntosh, John Vulich, John Wheaton[2]
- 1998 : Coiffures : Suzan Bagdadi, Jeri Baker, Susan Carol-Schwary, Dugg Kirkpatrick, Francine Shermaine
- 1999 : Maquillage : Robin Beauchesne, Ed French, Jamie Kelman, Erwin Kupitz, John Maldonado, Todd McIntosh, Brigette Myre-Ellis, Douglas Noe, Craig Reardon, Blake Shepard, John Vulich, John Wheaton
- 1999 : Bande originale : William Angarola, Fernand Bos, Zane Bruce, Mark Cleary, Robert Guastini, Rick Hinson, Anna MacKenzie, Mike Marchain, Cindy Rabideau, Joe Sabella, Ray Spiess
- 2000 : Scénariste de série dramatique : Joss Whedon
- 2000 : Coiffures : Gloria Pasqua Casny, Loretta Jody Miller, Michael Moore, Lisa Marie Rosenberg
- 2000 : Direction de la photographie : Michael Gershman
- 2002 : Maquillage : Todd A. McIntosh, Carol Schwartz, Brigette Myre-Ellis, Jay Wejebe, Joel Harlow, John Vulich
- 2002 : Coiffures : Linda Arnold, Sean Flanigan, Thomas Real, Lisa Marie Rosenberg, Francine Shermaine
- 2002 : Direction musicale : Christophe Beck, Jesse Tobias
- 2003 : Effets spéciaux : Rick Baumgartner, David Funston, Patricia Gannon, Christopher Jones, Michael D. Leone, Loni Peristere, Kevin Quattro, Ronald Thornton, Chris Zapara

### Saturn Award
- 1998 : Meilleur acteur de série télévisée : Nicholas Brendon pour Alexander Harris
- 1998 : Meilleure actrice de série télévisée : Sarah Michelle Gellar
- 1999 : Meilleure série télévisée
- 1999 : Meilleur acteur de série télévisée : Nicholas Brendon
- 2000 : Meilleure actrice de série télévisée : Sarah Michelle Gellar
- 2000 : Meilleur second rôle féminin dans une série télévisée : Alyson Hannigan et Michelle Trachtenberg (Dawn Summers)
- 2000 : Meilleur second rôle masculin dans une série télévisée : Anthony Stewart Head pour Rupert Giles
- 2001 : Meilleure actrice de série télévisée : Sarah Michelle Gellar
- 2001 : Meilleur second rôle féminin dans une série télévisée : Alyson Hannigan et Michelle Trachtenberg
- 2002 : Meilleur second rôle masculin dans une série télévisée : Anthony Stewart Head
- 2002 : Meilleure actrice de série télévisée : Sarah Michelle Gellar
- 2002 : Meilleur second rôle féminin dans une série télévisée : Alyson Hannigan et Michelle Trachtenberg
- 2002 : Meilleur second rôle masculin dans une série télévisée : James Marsters
- 2003 : Meilleure actrice de série télévisée : Sarah Michelle Gellar
- 2003 : Meilleur DVD de série télévisée : Saisons 1 & 2
- 2003 : Meilleure série télévisée
- 2003 : Meilleur second rôle masculin dans une série télévisée : James Marsters
- 2003 : Meilleur second rôle féminin dans une série télévisée : Michelle Trachtenberg
- 2004 : Meilleure série télévisée
- 2004 : Meilleure actrice de série télévisée: Sarah Michelle Gellar

### Satellite Awards
- 2002 : Satellite Award de la meilleure série télévisée dramatique
- 2002 : Satellite Award de la meilleure actrice dans une série télévisée dramatique pour Sarah Michelle Gellar
- 2002 : Satellite Award de la meilleure actrice dans un second rôle - Série dramatique pour Emma Caulfield et Alyson Hannigan
- 2002 : Satellite Award du meilleur acteur dans un second rôle - Série dramatique pour James Marsters

### Prix Hugo
- 2001 : Meilleur long ou court-métrage : Que le spectacle commence
- 2003 : Meilleur court-métrage : La Fin des temps, partie 2

### Prix Nebula
- 2001 : meilleur script pour Orphelines
- 2002 : meilleur script pour Que le spectacle commence

### Prix Bram Stoker
- 1998 : Meilleure œuvre de Jeunesse : Nancy Holder pour The Angel Chronicles: A Novelization (Buffy the Vampire Slayer Vol. 1)
- 1999 : Meilleur scénariste : Joss Whedon pour Un silence de mort[5]

### Television Critics Association Awards
- 2000 : Série de l'année
- 2000 : Meilleure série dramatique
- 2001 : Série de l'année
- 2001 : Meilleure série dramatique
- 2001 : Meilleure prestation dans une série dramatique pour Sarah Michelle Gellar

### Gay & Lesbian Alliance Against Defamation Award
- 2001 : Meilleure série
- 2002 : Meilleure série

### Australian Film Institute Awards
- 2002 : Série dramatique de l'année